# Turó del Castell (Palafolls)
El Turó del Castell és una muntanya de 154 metres que es troba al municipi de Palafolls, a la comarca catalana del Maresme, coronada pel Castell de Palafolls. Al cim podem trobar-hi un vèrtex geodèsic (referència 303112001).